# アンドルー・パズダー

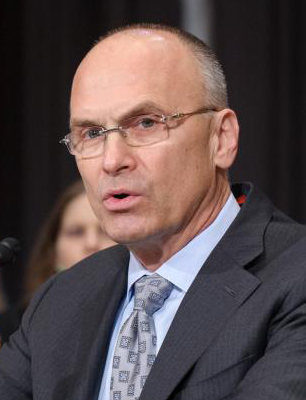
アンドルー・パズダー（2017年）

アンドルー・パズダー（Andrew Franklin "Andy" Puzder、1950年7月11日 - ）はCKEレストランズのCEO。

## 経歴
オハイオ州クリーブランドで、ウィニフレッド・フランクリンとアンドリュー・フランク・パズダーの息子として1950年7月11日に生まれる。ケント州立大学に入学したが、1970年に中退する。その後の3年はコンサートの支援などをしていた。
クリーブランド州立大学で1975年に歴史の学士号を得た後、ワシントン大学ロースクールに進学し、1978年に法務博士号を得た。
卒業後はセントルイスで会社の設立や管理など会社法を専門とする弁護士事務所で1978年から1991年まで働いた。1980年から1990年代初めまでには、中絶反対の弁護士リーダーとして知られるようになった。
アンドルー・パズダーはレストランチェーンCKEレストランズの顧問弁護士を務めていたが、1990年初めに危機的な経営状況になっていた経営を立て直し、1997年にハーディーズフードシステムズを買収、2000年から最高経営責任者（CEO）となった。

## アメリカ合衆国労働長官
第45代アメリカ合衆国大統領に選出されたドナルド・トランプによって、2016年12月8日にアメリカ合衆国労働長官に指名された。パズダーはバラク・オバマ政権で進められた最低賃金の引き上げに反対している。パズダーは、米国で就労許可のない不法移民を数年間にわたり清掃員として雇用していたことから、民主党により批判されている。
2017年2月15日、上院民主党の反対だけでなく共和党議員からも反対票を投じる議員が出るなど上院で必要な賛成票が得られないと予想されたため、パズダーは労働長官の指名を辞退した。

## 関連
- カールスジュニア - CKEレストランズのハンバーガーチェーン店。